# Ли, Хана Мэй
Хана Мэй Ли (англ. Hana Mae Lee; род. 28 сентября 1988, Лос-Анджелес, Калифорния) — американская актриса кино и телевидения, менее известна как актриса озвучивания, певица, визажист, стендап-комик, модель и дизайнер моды (выпускает собственную линейку одежды и украшений под названием Hanamahn).

## Биография
Хана Мэй Ли родилась 28 сентября 1988 года в Лос-Анджелесе (штат Калифорния, США). Этнически является кореянкой. Её родители родом из Сеула: отец служил там капитаном полиции, а мать владела модным бутиком. Окончила старшую школу «Гранада Хиллз Чартер», в 16 лет поступила в Колледж Отиса искусства и дизайна. Её услугами как дизайнера моды пользовались такие бренды как Juicy Couture, Mossimo и Polo Ralph Lauren. К 15 годам будущая актриса стала полупрофессиональным визажистом. С 16 лет Ли начала карьеру модели: снималась для реклам Honda, Jeep, Apple, Nokia, American Express, Hewlett-Packard, Coca-Cola Cherry и другие. Её фото появлялись в журналах Time, Elle, Teen Vogue, Vogue Korea и других.
С 2006 года Ли начала сниматься в кино, с 2011 года — в телесериалах. По состоянию на январь 2025 года актриса появилась примерно в 45 кино- и телефильмах, веб- и телесериалах.
В 2007 году дважды попробовала себя как визажиста в малоизвестных кинофильмах «Бета» и «Говяжий дворец». С 2009 года выступает в жанре стендап.

## Награды и номинации
Победы
- 2013 — MTV Movie & TV Awards в категории «Лучшая музыкальная сцена» за исполнение песен в фильме «Идеальный голос».

Номинации
- 2013[англ.] — Teen Choice Awards в категориях «Choice Movie Scene Stealer» и «Choice Hissy Fit» за исполнение песен в фильме «Идеальный голос».

## Избранная фильмография

### Широкий экран
- 2012 — Идеальный голос / Pitch Perfect — Лилли Онакурамара[9]
- 2015 — Идеальный голос 2 / Pitch Perfect 2 — Лилли Онакурамара[10]
- 2015 — Джем и голограммы / Jem and the Holograms — Рокси
- 2016 — Мои парни — животные[англ.] / Unleashed — Найна
- 2017 — Няня / The Babysitter — Соня
- 2017 — Любовь сбивает с рифмы / Love Beats Rhymes — Джули
- 2017 — Идеальный голос 3 / Pitch Perfect 3 — Лилли Онакурамара[10]
- 2020 — Няня. Королева проклятых / The Babysitter: Killer Queen — Соня
- 2021 — Привычка[англ.] / Habit — Джуэл
- 2021 (2023) — ? / Abruptio — Челси (озвучивание)

### Телевидение
- 2011 — Майк и Молли / Mike & Molly — Су Джин (в эпизоде Samuel Gets Fired)
- 2011 — Трудоголики / Workaholics — Ханна (в эпизоде Karl's Wedding)
- 2014 — Супер весёлый вечер / Super Fun Night — Фрэнки (в 3 эпизодах)
- 2014 — Блудливая Калифорния / Californication — Ми Сук Кок (в эпизоде Dinner with Friends)
- 2014 — Выходи за меня[англ.] / Marry Me — Фантазия Янг (в эпизоде Annicurser-Me)
- 2016 — Всё к лучшему / Better Things — Триеста (в эпизоде Scary Fun)
- 2016 — Завтра не наступит / No Tomorrow — Марло Миямото (в 2 эпизодах)
- 2016, 2019 — ПрепАды[англ.] / Those Who Can't — Джули (в 6 эпизодах)
- 2017 — Патриот[англ.] / Patriot — Нуми (в 7 эпизодах)
- 2018 — Одиноки вместе[англ.] / Alone Together — Гиги (в эпизоде Mom)
- 2019 — Предприятие «Божий дар» / Perpetual Grace, LTD — Скотти Шолс (в 5 эпизодах)

### Веб
- 2019 — Райан Хансен раскрывает преступления по телевизору[англ.] / Ryan Hansen Solves Crimes on Television — Кэрол (в эпизоде The Office Party)